# Фужере де Монброн, Луи Шарль
Луи Шарль Фужере де Монброн (фр. Louis-Charles Fougeret de Monbron, 19 декабря 1706, Перон — 16 сентября 1760, Париж) — французский писатель, путешественник и авантюрист. С цинизмом описал свои богемные путешествия по Европе в романе «Космополит, или Гражданин мира», демонстрируя разрыв со своим отечеством и моралью. «Известен ещё и тем, что осенью 1753 года побывал в России и вёл там себя скандальным образом» . Возможно, по ходу своих путешествий выполнял осведомительские функции . 

## Биография
О жизни Фужере де Монброна известно немного. В 1730-х годах, при материальной поддержке отца (сделавшего себе состояние благодаря системе Ло) , занимал мелкие должности при французском дворе , а затем был изгнан оттуда «за дурной характер». С 1742 находился за границей; посетил Англию, Нидерланды, Турцию, Италию, Германию, Испанию и Португалию; по возвращении на родину впервые был арестован (7 ноября 1748 года) и заключён в парижскую тюрьму Фор-л’Эвек до 5 декабря. Причиной заключения стал порнографический роман «Марго-штопальщица». Освободившись, снова отправился за границу (Англия, Нидерланды, Россия). Посещение России завершилось скандалом, о чем писал весьма желчно А.П. Сумароков: «Пребывание в Москве, отселе недавно отъехавшаго для показания своих в других местах дерзновений, дурачеств, и бездельств некоего шалуна называемого Монброна, описал бы я обстоятельно, есть ли бы он того стоил, но для так не почитаемаго автора, я ни многого труда, ни многого времени потерять не намерен» . Некоторое время жил в Льеже, затем перебрался в Тулузу, где и был повторно арестован (14 марта 1755 года). С 12 апреля по 25 сентября 1755 в заточении в Бастилии.

## Цитата
Широкую известность снискала цитата из книги Монброна «Космополит»:
Вселенная — это книга, из которой прочитана одна лишь первая страница, если видел только свою страну. Перелистал я их немало, но почти все нашел одинаково скверными.

## Дидро о Фужере де Монброне
Дени Дидро в «Первой сатире» (1773) приводит весьма нелицеприятный портрет Монброна, именуя его «человеком с косматым сердцем» и «двуногим тигром», «автором нескольких книжечек, заключающих в себе немало желчи и крайне мало таланта» .

## Вольтер и Фужере де Монброн
Как полагают исследователи, в своей философской повести «Кандид» Вольтер мог вдохновляться «Космополитом» Фужере де Монброна, а в его письмах заметны следы чтения памфлета «Прививка против англомании» . В свою очередь Фужере де Монброн создал пародию на эпическую поэму Вольтера «Генриада»; находясь в Москве, весьма резко отзывался о её авторе.

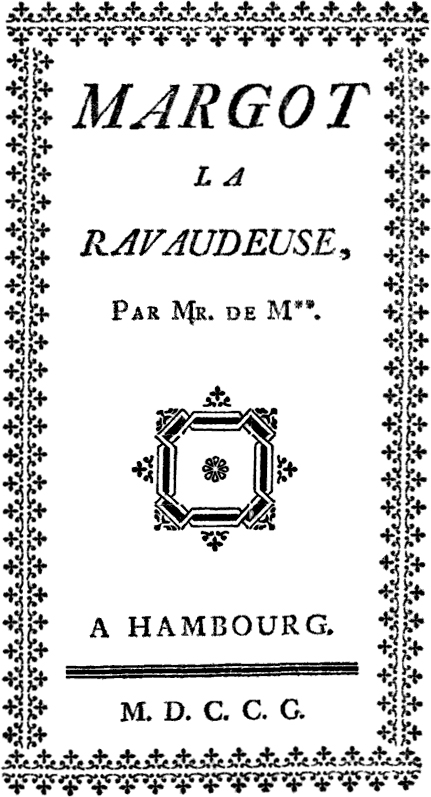
Титульный лист первого издания «Марго-штопальщицы» с фиктивной датой выхода в свет

## Произведения
- «Канапе, или Канапе огненного цвета» (Le Canapé ou Canapé couleur de feu, 1741).
- «Ода в чужом вкусе» (Ode dans le goût des autres, 1744).
- «Генриада, переложенная бурлескными стихами» (La Henriade travestie, 1745).
- «Космополит, или Гражданин мира» (Le Cosmopolite, ou Le Citoyen du monde, 1750).
- «Марго-штопальщица» (Margot la ravaudeuse, 1750).
- «Женщина для утех» (Fille de joye, 1751), сокращенный перевод с английского языка эротического романа Джона Клеланда «Фанни Хилл».
- «Прививка против англомании» (Préservatif contre l’anglomanie, 1757).
- «Столица Галлии, или Новый Вавилон» (La Capitale des Gaules ou la Nouvelle Babylone, 1759).